# En el amor hay que perdonar
«En el amor hay que perdonar» es una canción de la cantante mexicana Belinda, fue lanzado como primer sencillo de su cuarto álbum de estudio titulado "Catarsis", lanzado a principios de 2013 por Capitol Latin.

## Antecedentes y composición
Tras casi dos años de ausencia en el ámbito musical y para comenzar la promoción de su cuarto álbum de estudio, el 4 de junio de 2012 Belinda lanzó un teaser en su cuenta de YouTube belinda del primer sencillo del álbum, a través de su cuenta de Twitter, y dando a conocer la fecha del lanzamiento mediante el hashtag #BelindaJunio19. El tema fue lanzado a la venta oficialmente el 19 de junio por Capitol Latin. Una versión balada fue lanzada el 20 de julio.
La canción fue escrita por Belinda, José Ignacio Peregrín Gutiérrez, Joan Ortíz y Víctor "El Nasi", quien además fue el productor de la misma, y ha producido temas para el grupo de reguetón Wisin & Yandel, y contiene una mezcla de pop con ritmo urbano, creando un estilo dance electrónico.
En tanto a la portada del sencillo muestra una imagen de la cantante en la cual se muestra sin ropa y con las manos en oración, la cual fue realizada por el artista Gildo Medina a base de tinta azul durante dos días, que representa imágenes oníricas, momentos épicos, en una atmósfera natural y surrealista, cuyo proceso de realización fue mostrado en un segundo teaser lanzado en YouTube el 12 de junio. Dicha imagen generó controversias entre la farándula mexicana, a lo que la cantante mencionó en Twitter en relación con dicha imagen:

«El arte es la expresión del alma que desea ser escuchada. Cuando pedimos perdón desnudamos el alma....»

### Contenido lírico
El contenido de la letra está inspirado en historias que se acercan al corazón de la intérprete. Belinda ha comentado sobre el significado del tema:

«Cuando uno pide perdón con el alma desnuda y la mirada hacia arriba, refleja humildad.»

## Video musical
Un video con la letra de la canción fue lanzado el 17 de junio en su cuenta de YouTube belinda. Tanto el guion como la dirección del video musical estuvo a cargo del director, productor y guionista Daniel Shain junto con Belinda, quienes anteriormente ya había trabajado para el guion de Egoísta, en tanto la coreografía estuvo a cargo de la australiana Jasmine Meakin. La grabación del video fue hecha los primeros días de julio en las playas de Acapulco, Barra Vieja y Playa Ventura.
Tras promocionar a través de Twitter el lanzamiento del video musical, se estrenó el 2 de agosto en el programa Primer Impacto de la cadena Univisión, y horas más tarde se lanzó en YouTube en su cuenta belinda con una duración de cuatro minutos y medio, asimismo, fue lanzado en su canal VEVO el 17 de agosto y puesto en venta por iTunes. Muestra llamativos paisajes naturales en los que aparece como la reina de la jungla con distintos vestuarios  junto con bailarines que realizan coreografías distintas, asimismo, Belinda está acompañada de animales exóticos como un jaguar y un águila.

### Lanzamientos
| Fecha                | Formato                   | Ref.   |
| -------------------- | ------------------------- | ------ |
| 2 de agosto de 2012  | Televisión (Univisión)    | [ 16 ] |
| 2 de agosto de 2012  | YouTube (belinda)         | [ 17 ] |
| 17 de agosto de 2012 | YouTube (belindavevo)     |        |
| 17 de agosto de 2012 | Descarga digital (iTunes) | [ 19 ] |

## Promoción y lanzamiento
El 11 de junio, una semana antes del lanzamiento oficial, se lanzó un teaser de 12 segundos en las estaciones de radio de Puerto Rico y Estados Unidos, con una campaña de una semana a través de las estaciones WKAQ Puerto Rico y KSSE Estados Unidos. El 18 de julio fue enviado el sencillo física y digitalmente a las estaciones de radio pop, urbano y topical de Mediabase y Monitor Latino.

## Presentaciones
El 6 de julio la cantante presentó por primera vez el tema en el Auditorio Nacional durante el evento Oye para conmemorar su décimo aniversario, para el día 19 cantó en vivo el tema durante la entrega de la novena edición de los Premios Juventud, al día siguiente interpretó el tema en una serie de conciertos de verano del programa Despierta América. El 2 de septiembre hizo su primera presentación en la entrega de los Kids Choice Awards México 2012 en el Pepsi Center en donde interpretó el tema, posteriormente el día 9 en el Palacio de los Deportes en la Ciudad de México para el concierto del XXIV aniversario de 97.7.

## Formatos
- Descarga digital

| Descarga digital - México, Estados Unidos, Brasil, Chile, República Dominicana, Reino Unido, Europa |                               |          |  |
| N.º                                                                                                 | Título                        | Duración |  |
| 1.                                                                                                  | «En el amor hay que perdonar» | 4:01     |  |

| «En el amor hay que perdonar (Balada)» - México, Estados Unidos, Brasil, Argentina, Chile, España, Reino Unido |                                        |          |  |
| N.º | Título                                 | Duración |  |
| 1. | «En el amor hay que perdonar» (Balada) | 4:03     |  |

- CD Sencillo

| CD Sencillo - Estados Unidos |                               |          |  |
| N.º                          | Título                        | Duración |  |
| 1.                           | «En el amor hay que perdonar» | 4:04     |  |

## Posicionamiento en listas
| Listas (2012)                            | Mejor posición |
| ---------------------------------------- | -------------- |
| Argentina (Los 40 Principales)           | 11             |
| Dinamarca (IFPI)                         | 19             |
| España (PROMUSICAE)                      | 23             |
| España (Los 40 Principales)              | 17             |
| Estados Unidos (Latin Pop Songs)         | 18             |
| Estados Unidos (Top Latin Songs)         | 39             |
| Estados Unidos (Latin Pop Digital Songs) | 20             |
| Italia (FIMI)                            | 72             |
| México (Mexico Espanol Airplay)          | 2              |
| México (Mexico Airplay)                  | 7              |
| México (Monitor Latino)                  | 8              |
| México (Monitor Latino Pop)              | 8              |
| Venezuela (Record Report)                | 23             |

## Historial de lanzamientos
| País                 | Fecha               | Formato                   | Ref.   |
| -------------------- | ------------------- | ------------------------- | ------ |
| Estados Unidos       | 18 de junio de 2012 | Radio                     |        |
| Puerto Rico          | 18 de junio de 2012 | Radio                     |        |
| México               | 19 de junio de 2012 | Descarga digital          | [ 24 ] |
| Estados Unidos       | 19 de junio de 2012 | Descarga digital          |        |
| Brasil               | 19 de junio de 2012 | Descarga digital          | [ 25 ] |
| República Dominicana | 19 de junio de 2012 | Descarga digital          | [ 27 ] |
| Chile                | 19 de junio de 2012 | Descarga digital          | [ 26 ] |
| Reino Unido          | 19 de junio de 2012 | Descarga digital          |        |
| México               | 20 de julio de 2012 | Descarga digital - Balada | [ 5 ]  |
| Estados Unidos       | 20 de julio de 2012 | Descarga digital - Balada | [ 28 ] |
| Brasil               | 20 de julio de 2012 | Descarga digital - Balada | [ 29 ] |
| Argentina            | 20 de julio de 2012 | Descarga digital - Balada | [ 30 ] |
| Chile                | 20 de julio de 2012 | Descarga digital - Balada | [ 31 ] |
| España               | 20 de julio de 2012 | Descarga digital - Balada | [ 32 ] |
| Reino Unido          | 20 de julio de 2012 | Descarga digital - Balada | [ 33 ] |